# 天主教姆萬扎總教區
天主教姆萬扎總教區（拉丁語：Archidioecesis Mvanzaënsis）是坦桑尼亞一個羅馬天主教教省總教區，下轄七個教區。此總教區是該國六個總教區之一。
1894年7月13日設宗座代牧區，1953年3月25日升為教區，1987年11月18日升為總教區。
總教區位於姆萬扎區中部，2010年有教友627,000人（佔轄區總人口24.1%）、廿七個堂區、七十三名司鐸。現任總主教為勒內·良納·恩寬德。